# Giuseppe Festi
Giuseppe Festi (29. března 1816 Sant'Ilario u Rovereta – 17. března 1882 Trento) byl rakouský právník a politik italské národnosti z Tyrolska, během revolučního roku 1848 poslanec Říšského sněmu a Frankfurtského parlamentu.

## Biografie
Do roku 1840 studoval práva. Působil jako magistrátní tajemník v Trentu.
Během revolučního roku 1848 se zapojil do politického dění. V dubnu 1848 byl krátce ve vazbě kvůli své účasti na italském národním hnutí v jižním Tyrolsku. Ve volbách roku 1848 byl zvolen na rakouský ústavodárný Říšský sněm. Zastupoval volební obvod Trento v Tyrolsku. Uvádí se jako magistrátní tajemník. Patřil ke sněmovní levici. Od 23. května 1848 do 25. listopadu 1848 byl též poslancem celoněmeckého Frankfurtského parlamentu. Zastupoval volební obvod Trento. Nepatřil do žádného poslaneckého klubu.
V letech 1849–1882 byl rentiérem v Trentu.